# Herb Zaleszczyk

Herb Zaleszczyk

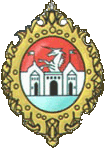
Herb Zaleszczyk (XVIII w.)

Herb Zaleszczyk – jeden z historycznych symboli Zaleszczyk, ukraińskiego miasta w obwodzie tarnopolskim. Oficjalnie nie został zatwierdzony przez władze. Wizerunek herbu znajduje się przy wjeździe do miasta od strony południa.

## Opis
W czerwonym polu na zielonej trawie umieszczony jest ratusz z oknami i drzwiami w kolorze czerwieni. Niebo na górze również jest czerwone. W centrum nad ratuszem znajduje się złoty jednorożec (herb Bończa). Zwierzę symbolizuje męstwo, zwycięstwo wojskowe, szybkość konia i siłę byka.

## Historia herbu
Najstarsza wzmianka o herbie Zaleszczyk pochodzi z 1750 roku, co oznacza, że symbolu używano przed nadaniem miejscowości prawa magdeburskiego w 1766 roku. Po 1815 roku, tj. po kongresie wiedeńskim i przynajmniej do połowy lat sześćdziesiątych XIX wieku miasto nie miało własnego symbolu. W jego miejsce używany był standardowy austriacki dwugłowy orzeł. W 1867 roku miasto stało się jednym z centrów administracyjnych, herb przywrócono i używano go do 1929 roku z przerwą w czasie pierwszej wojny światowej, gdy miasto było okupowane przez wojska rosyjskie. W latach 1929–1939 herb przedstawiano na owalnej tarczy i opatrzono ozdobnym obramowaniem. W okresie radzieckim w latach siedemdziesiątych Zaleszczykom nadano emblemat w barwach żółto-błękitnych, który nie był herbem. Przedstawiał zbudowany w 1938 roku most, który łączy Bukowinę z Galicją.